# توم جنكينز
توم جنكينز هو مدير كندي، ولد في 1959 في هاميلتون في كندا.